# Toiturophilie

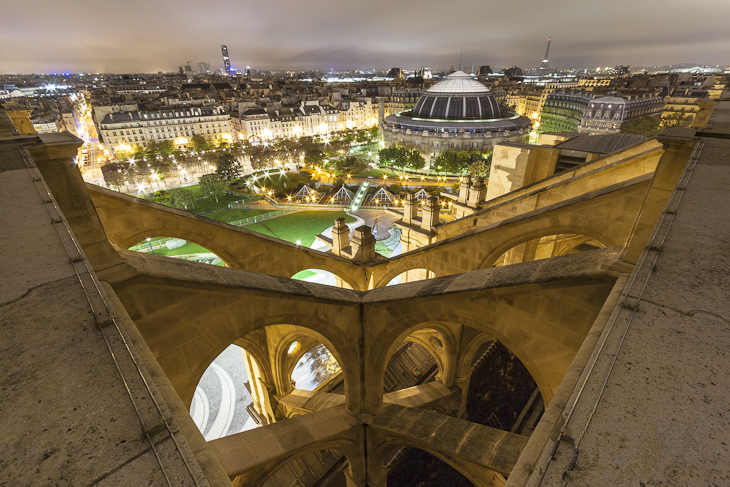
Symétrie de l'église Saint-Eustache à Paris.

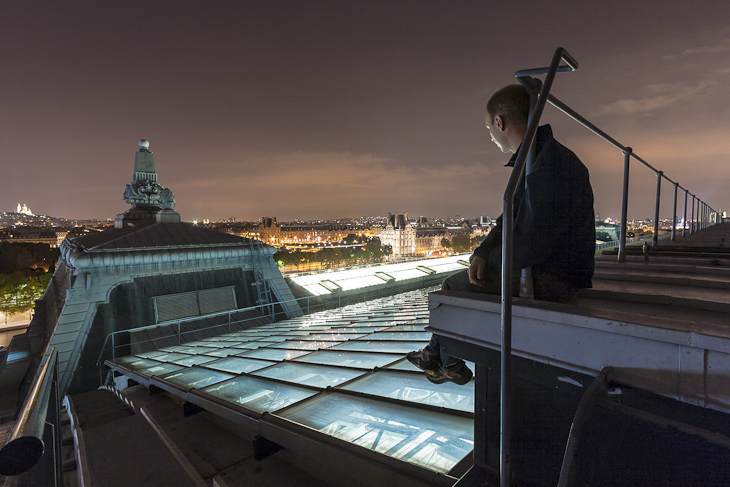
Les toits de Paris la nuit depuis les toits du musée d'Orsay.

La toiturophilie ou stégophilie est la passion de l'accès aux toits et l'activité qui consiste à s'y promener. 

## Description

### Définition
L'adepte de la toiturophilie est un amateur de visites des toits des bâtiments et éventuellement un photographe. Il se promène notamment sur les toits d'immeubles, ou de monuments, les parties hautes d'églises et les structures hautes dont notamment les grues.

### Étymologie
Le terme toiturophile est un néologisme étymologiquement hasardeux issu de toiture, « le toit », et du grec philein, « aimer », qui donne le suffixe –phile, « celui qui aime », utilisé publiquement pour la première fois dans un reportage intitulé : « Sur les toits de Paris » d’Olivier Lassu, diffusé le 10 novembre 2002 sur la chaîne ARTE. Il semble être inspiré du terme « cataphile », lui-même créé au début des années 1980. Le mot stégophilie, forgé par Sylvain Tesson et dont la construction est plus orthodoxe, (du grec ancien στέγος, stégos, « toit », φίλος, philos, « ami, amateur ») et le mot anglais rooftopping sont parfois rencontrés.

## Pratique

### Accès et droit

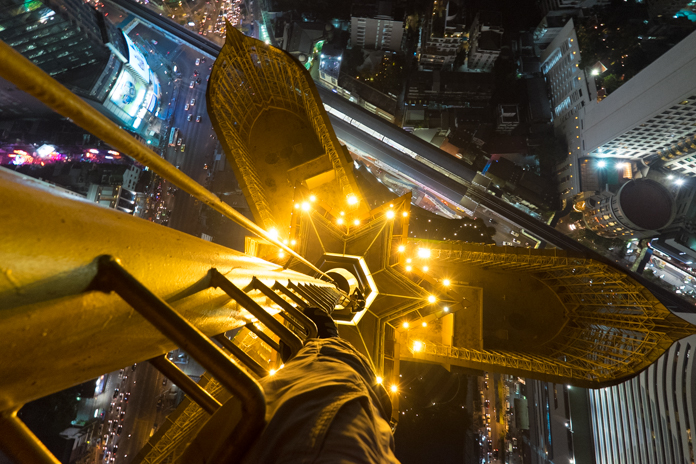
Escalade d'une tour à Bangkok, en Thaïlande.

Cette activité se pratique généralement de nuit, à la faveur d'accès le plus souvent illégaux. Certains cependant obtiennent des autorisations, notamment dans le cadre de campagnes d'entretiens ou de reportages photographiques. Certaines églises ou grands magasins ouvrent l'accès de leurs hauteurs au public, à titre onéreux ou gratuit. Sans l'autorisation expresse du propriétaire du bâtiment exploré, la toiturophilie est une activité illégale. Elle présente en outre de nombreux dangers, au premier rang desquels se trouve la chute.

### Lieux visités
Les lieux visités sont toujours des toits, que ce soit de résidences, de grands immeubles (administration, site public), d'églises ou de cathédrales. Par extension, le toiturophile escalade aussi des grues, de hautes cheminées ou toute structure qui permet de s'élever.

### Vue et panorama

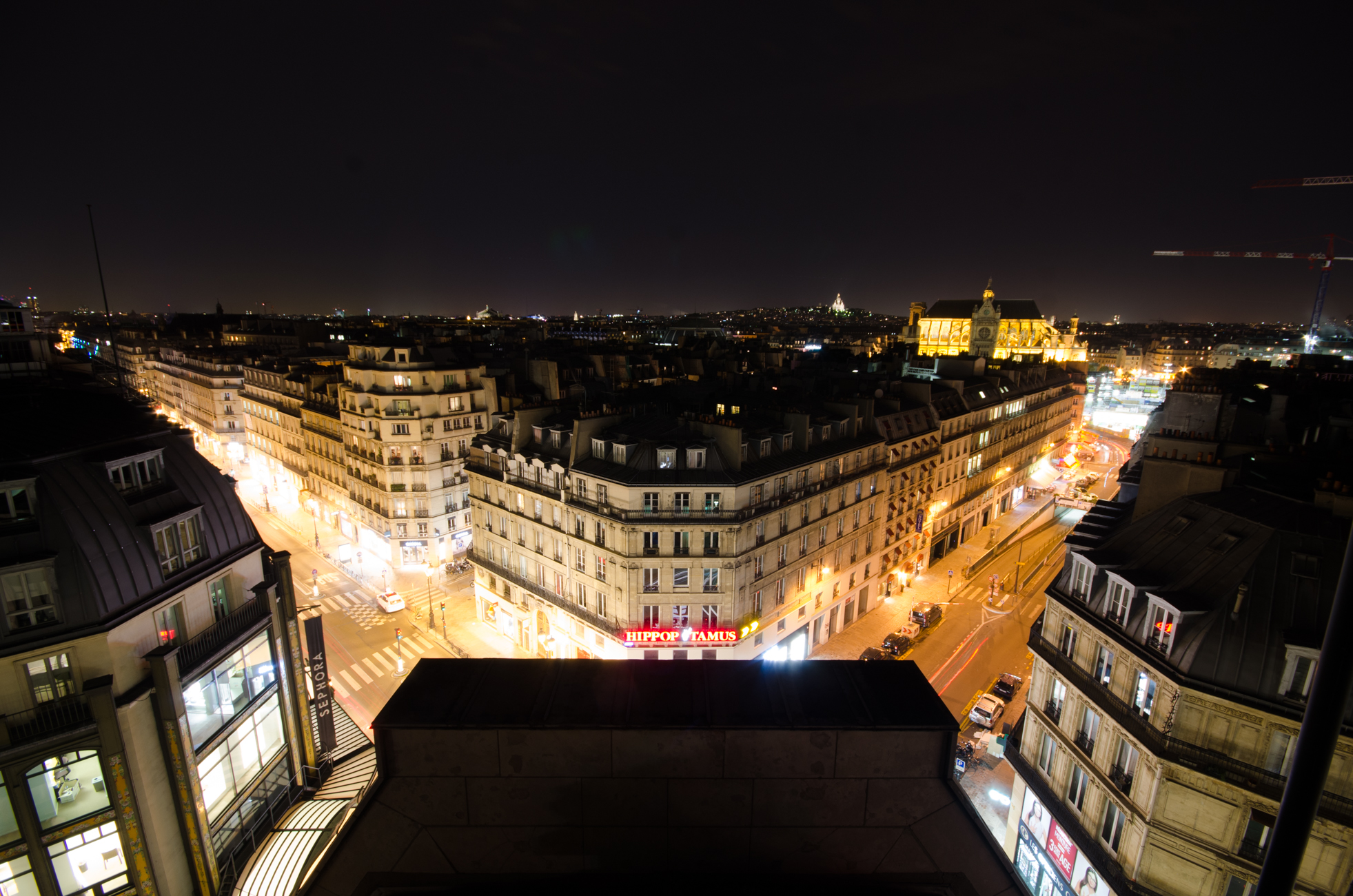
Vue depuis un toit du 1er arrondissement de Paris.

Les vues sont très différentes en fonction du moment de la journée. De nuit, la ville luit, les couleurs blanche, orange et jaune dominent et seuls les grands bâtiments éclairés sont visibles. De jour, une multitude de détails sont visibles, laissant toute une gamme colorée apparaître. L'ambiance diffère.

### Architecture et patrimoine
Cette activité permet d'approcher de près des éléments architecturaux habituellement hors de portée. En particulier, la visite des parties hautes des églises et cathédrales révèle des détails ornementaux et des sculptures d'une finesse et d'une précision invisibles depuis le sol. Surtout, l'exploration des toits permet d'avoir des points de vue peu communs sur le bâtiment lui-même et son architecture, sur son environnement urbain et sur la ville. 

### Photographie

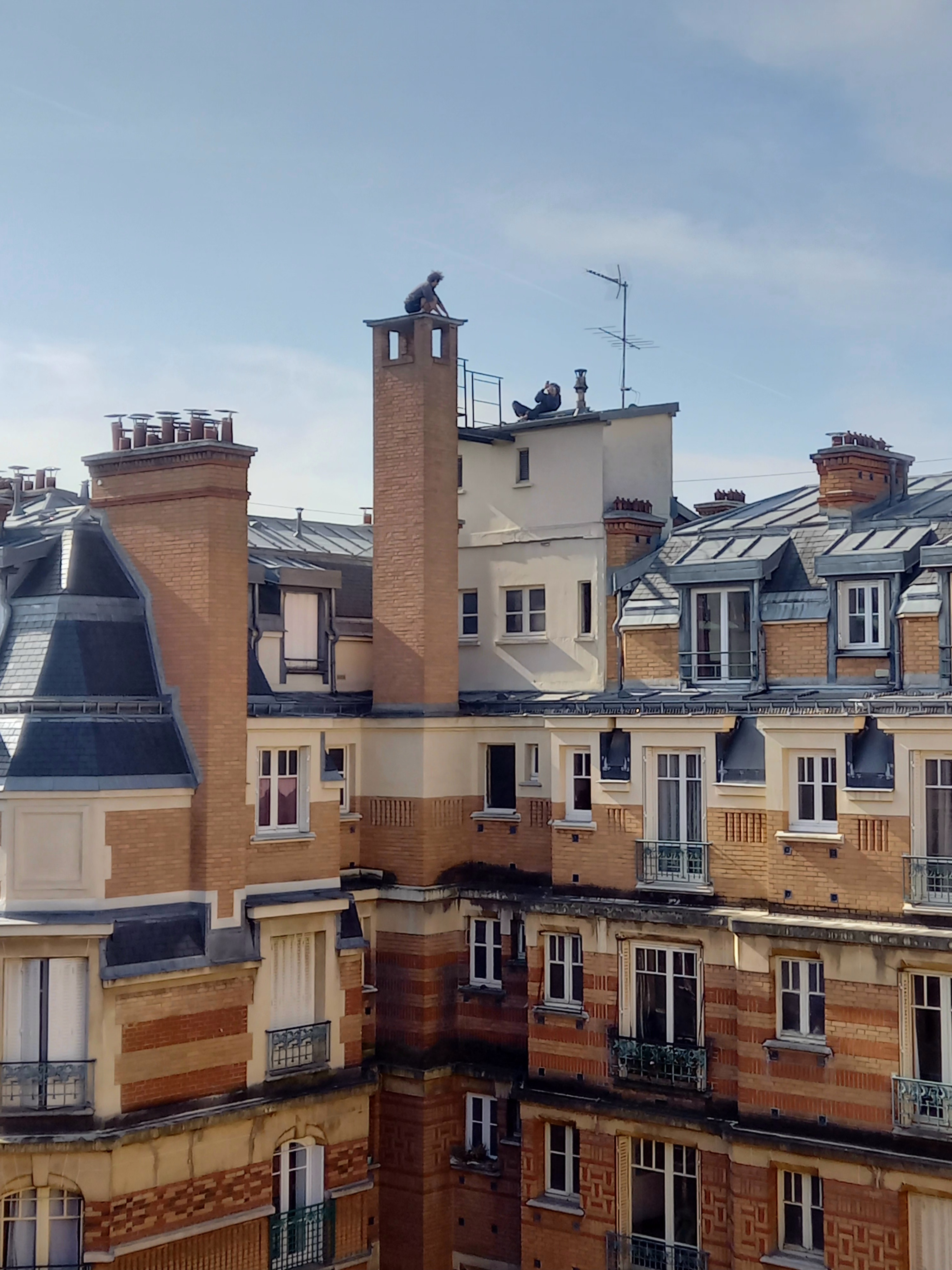
Séance photographique sur les toits de Paris.

Souvent équipé de matériel photographique, le toiturophile profite de ses visites pour documenter ses points de vue. Des adeptes de la photographie panoramique sillonnent ainsi les toits et enregistrent des prises larges.

### Art urbain
Certains adeptes de l'art urbain (street artists), et notamment auteurs de graffiti, montent sur les toits pour y apposer leur marque, profitant de la visibilité et du prestige que peuvent offrir certains murs élevés. Ces interventions vont à l'encontre de la démarche des toiturophiles ; en effet, pour la plupart d'entre eux, il est primordial de ne laisser aucune trace de leur passage.

## Activités similaires
Les toiturophiles pratiquent souvent l'exploration urbaine. Cette activité regroupe les cataphiles, toiturophiles et amateurs de lieux abandonnés (friches) ou en chantier.